# Ā
Ā, ā — латинська літера, форма літери A з макроном.

## Використання
У латиській мові Ā є окремою літерою і в алфавіті йде між A та B: наприклад baznīca в словнику йде перед bārda. Ā позначає довге A.
На позначення довгого A літера також використовується в інших мовах: полінезійських, включаючи маорі, для транслітерації китайської через піньїнь, у деяких романізаціях японської (ромадзі) та арабської, а також у текстах латиною (особливо для тих, хто вивчає мову).
У міжнародній абетці для транслітерації санскриту Ā позначає Неогублений голосний заднього ряду низького піднесення (आ).
У всіх цих мовах Ā не вважається окремою літерою і в алфавіті йде разом з іншими варіаціями A. Макрон має значення лише коли є єдиною відмінністю між двома словами, наприклад, у маорі tāu (твій) йде після tau (рік), але перед taumata (пагорб).

## Юнікод
В Юнікоді Ā має позначення 256 (100 в шістнадцятковій системі числення), ā — 257 (101). Це перші коди, що йдуть після базового набору ISO-8859-1.